# Un coupable idéal
Un coupable idéal (título internacional en inglés: Murder on a Sunday Morning) es un documental francés de 2001 dirigido por Jean-Xavier de Lestrade, que ganó el Premio de la Academia de 2001 como mejor documental largo.
Trata sobre el caso de Brenton Butler, un adolescente de quince años que fue acusado erróneamente de homicidio. El 7 de mayo de 2000 en Jacksonville, Florida, una turista de 65 años es asesinada por una bala en la cabeza delante de su esposo, por un joven afroamericano que le roba su cartera. Brenton Butler, quien vivía en las cercanías del hecho, fue arrestado y juzgado por el asesinato. La acusación se basó en gran medida de una identificación positiva por parte del esposo de la víctima y de la confesión de Butler, que el adolescente dijo fue coercionada. La película sigue al equipo de defensa de Butler en la demostración de su inocencia.